# New Haven (Illinois)
New Haven és una població dels Estats Units a l'estat d'Illinois. Segons el cens del 2000 tenia 477 habitants.

## Demografia
Segons el cens del 2000, New Haven tenia 477 habitants, 203 habitatges, i 138 famílies. La densitat de població era de 152,2 habitants/km².
Dels 203 habitatges en un 28,1% hi vivien nens de menys de 18 anys, en un 54,7% hi vivien parelles casades, en un 11,3% dones solteres, i en un 32% no eren unitats familiars. En el 27,6% dels habitatges hi vivien persones soles el 10,3% de les quals corresponia a persones de 65 anys o més que vivien soles. El nombre mitjà de persones vivint en cada habitatge era de 2,35 i el nombre mitjà de persones que vivien en cada família era de 2,9.
Per edats la població es repartia de la següent manera: un 23,1% tenia menys de 18 anys, un 8% entre 18 i 24, un 23,9% entre 25 i 44, un 28,5% de 45 a 60 i un 16,6% 65 anys o més.
L'edat mediana era de 41 anys. Per cada 100 dones de 18 o més anys hi havia 90,2 homes.
La renda mediana per habitatge era de 27.083 $ i la renda mediana per família de 29.875 $. Els homes tenien una renda mediana de 25.000 $ mentre que les dones 19.500 $. La renda per capita de la població era de 12.367 $. Aproximadament el 20,3% de les famílies i el 22,6% de la població estaven per davall del llindar de pobresa.

## Poblacions més properes
El següent diagrama mostra les poblacions més properes.